# Núcleo provincial Carare Opón
El núcleo provincial Carare Opón (o la región del Carare y el Opón) era una antigua subdivisión del departamento de Santander (Colombia), existente entre 2005 y 2008. 
Históricamente, ha sido reconocida desde tiempos de la conquista, al haber sido lugar de asentamiento de los amerindios yariguíes dentro de las comunidades de los carares y los opones. 
La región se encontraba comprendida por los municipios de Cimitarra, Puerto Parra y Bajo Simacota, reconocido por el paso de la vía férrea conocida como el "expreso del Sol".

## Historia
Expedicionarios a cargo de Gonzalo Jiménez de Quesada fueron encargados para la exploración de aquellos territorios. Siguiendo la desembocadura de los ríos Carare y Opón en el Río Grande de la Magdalena, se encontraron con la resistencia y valentía de los yariguíes, tribu autóctona de origen Caribe que opuso una feroz resistencia a los conquistadores. 
A comienzos del siglo XX, hubo un rápido aumento de población al hallarse reservas petroleras incalculables en la zona de las Barrancas Bermejas, comprendida hoy por el puerto petrolero de Barrancabermeja. La zona no es la única en su aprovechamiento, sino que toda la región se beneficia de esta riqueza. 
Vivió una difícil situación política y social por las acciones de grupos de insurgencia: durante el inicio de la década de los 90, las Fuerzas Armadas Revolucionarias de Colombia (FARC-EP) tomaron el control de la región. 
Posteriormente, el advenimiento de los grupos de autodefensa o paramilitares apoyados por hacendados, ganaderos, fuerzas militares y el Estado marcó una época tristemente notoria de violencia y derramamiento de sangre motivados por el deseo desmedido de control de la región.

## Actualidad
Es una región que actualmente ofrece expectativas en la explotación del crudo y de sus derivados. El potencial ganadero y el agrario, ligado éste con la piscicultura, se constituyen como potencializadores económicos de la región. Sin embargo, la corrupción local predominante en la región ha entorpecido el desarrollo de iniciativas que mejoren la calidad de vida, tanto en el ámbito económico como en el cultural y en el social.
Hoy en día, se intenta facilitar el desarrollo, disminuir la alta tasa de analfabetismo predominante, desarrollar programas sociales y eliminar la corrupción.